# Casa de Jimmy e Rosalynn Carter
A casa de Jimmy Carter (1924–2024), que foi o 39º presidente dos Estados Unidos de 1977 a 1981, e sua esposa Rosalynn Carter (1927–2023) está localizada na 209 Woodland Drive em Plains, Geórgia, Estados Unidos. É a única casa que os Carters possuíam; eles a ocuparam de 1961 até a morte de Jimmy Carter em 2024.
A casa foi construída pelos Carters em 1960; o trabalho foi posteriormente realizado na casa em 1974 e 1981. Os Carters derrubaram uma parede da casa durante a reforma da casa na década de 2010. Rosalynn Carter descreveu o trabalho de derrubar a parede como "segunda natureza" devido ao extenso trabalho do casal com a instituição de caridade Habitat para a Humanidade. A casa térrea está situada em um lote de 2,4 acres; foi construída a um preço de US$ 10 por pé quadrado (equivalent to $103 in 2023). A casa foi construída para acomodar a crescente família dos Carters; eles tinha três filhos pequenos, James, Donnel e Jack, na época de sua construção. Tinha quatro quartos na época de sua construção em 1960.

Jimmy e Rosalynn Carter celebrando o Natal na casa em 1978

O Historic American Buildings Survey descreve a casa como uma "modesta casa estilo rancho dos anos 1960". Em um perfil de 2018 da vida dos Carters em Plains para o The Washington Post, Kevin Sullivan e Mary Jordan descreveram a casa como "antiquada, mas aconchegante e confortável".
Um lago no local foi cavado pessoalmente por Jimmy Carter; ele o usou para pesca com mosca. Uma magnólia foi cultivada a partir de uma árvore no gramado da Casa Branca que foi plantada pelo presidente Andrew Jackson.
Rosalynn Carter está enterrada no terreno da casa, perto de um salgueiro no gramado da propriedade. Jimmy Carter será enterrado ao lado dela. A casa faz parte do Parque Histórico Nacional Jimmy Carter, mas não está aberta ao público. A escritura da casa foi concedida ao National Park Service (NPS), que transformará a casa em um museu e a abrirá para visitas públicas em um momento a ser determinado após o funeral de Carter. A propriedade é protegida pelo Serviço Secreto dos Estados Unidos. O Governo Federal comprou a propriedade adjacente na 1 Woodland Drive (referida como "Gnann House") em 1981 após o retorno dos Carters de Washington D.C. para uso pelo Serviço Secreto.
Os Carters estavam ativamente envolvidos no planejamento do futuro museu; seu envolvimento como participantes vivos em um projeto de museu-casa presidencial é único. Os passeios futuros incluiriam a piscina, quadras de tênis e pátio nos fundos da casa; novos caminhos e bancos seriam construídos. A marcenaria de Jimmy Carter também estaria em exibição. O NPS planeja fazer com que o museu proposto da casa reflita o uso da residência pelo casal "como um lugar de refúgio e recreação". O jardim será administrado de acordo com os princípios ambientais para refletir o interesse de Rosalynn Carter em um jardim polinizador.